# آی‌ان‌اس سابهادار (پی۵۱)
آی‌ان‌اس سابهادار (پی۵۱) (به انگلیسی: INS Subhadra (P51)) یک کشتی است که طول آن 101 metres می‌باشد.